# 愛知県道21号豊川新城線
愛知県道21号豊川新城線（あいちけんどう21ごう とよかわしんしろせん）は、愛知県豊川市から新城市に至る主要地方道である。

## 概要

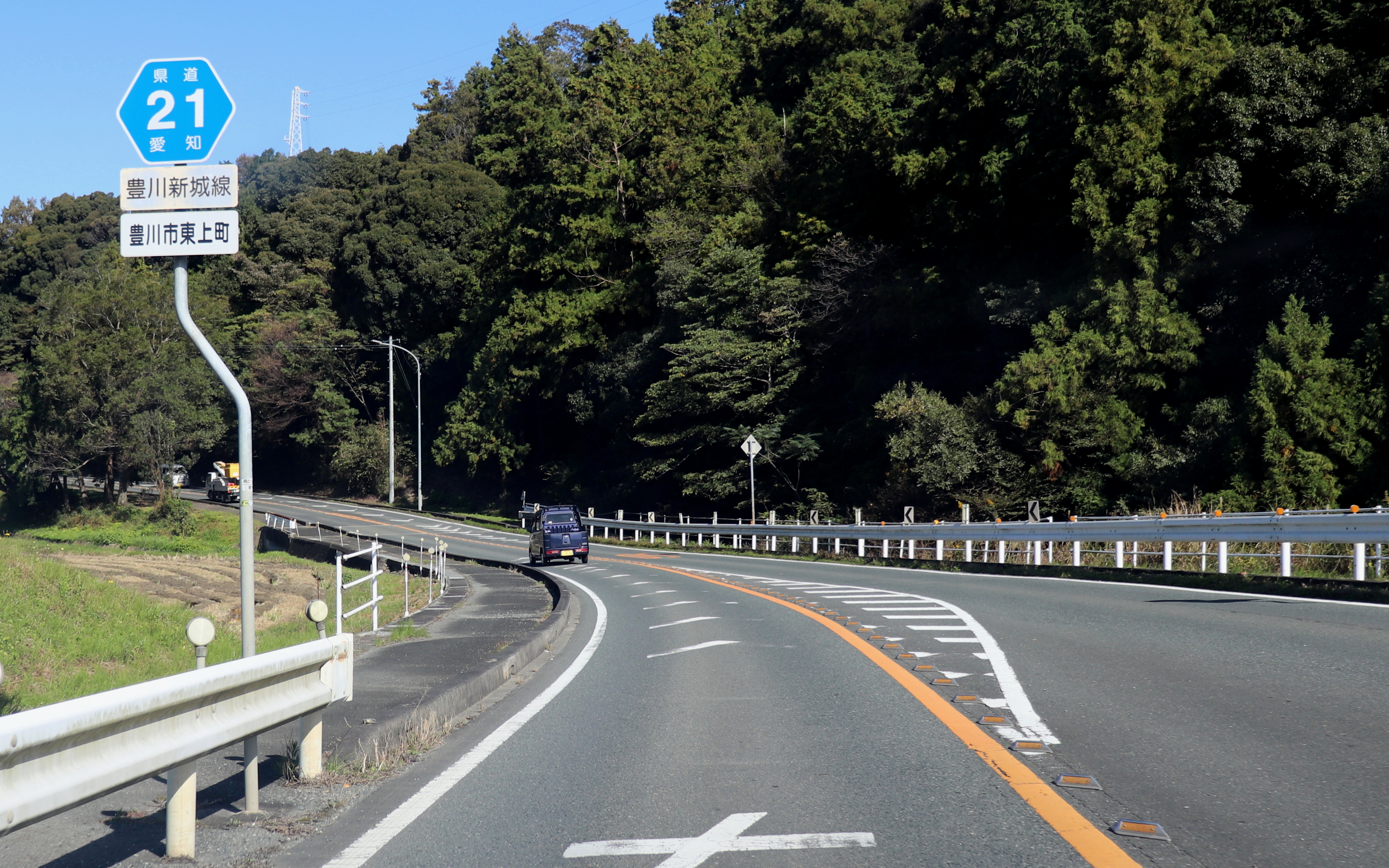
愛知県道21号豊川新城線、豊川市東上町にて

岡崎方面と新城方面とを県道5号や県道31号などの併用により、三河山地寄りのルートをショートカットで結ぶ国道151号のバイパス的存在であり、新東名高速道路に並行している。

### 路線データ
- 起点：愛知県豊川市桜町（桜町交差点：国道1号交点）
- 終点：愛知県新城市出沢（寒狭峡大橋南交差点：国道257号交点）
- 延長：約26.7 km（下記国道151号連絡支線を除く）
  - 支線：本宮道交差点 - 川田山田平交差点 約0.8 ㎞

## 沿革
- 1994年（平成6年）4月1日：認定
  - 豊川市市田町 - 東上町間は愛知県道500号東上豊川線←東上白鳥線から、豊川市東上町 - 終点は愛知県道390号出沢東上線から各々変更、改称して主要地方道に格上げ。
- 1996年（平成8年）3月：国道257号の寒狭峡大橋を含む新道への切替に伴い、同国道の旧道を格下げして終点を新城市出沢字銭亀から同字前畑に変更、距離が約250m延伸。
- 2015年（平成27年）4月30日：全線開通
  - 未成区間だった新城市川田本宮道交差点と同市稲木の間が開通。

## 地理

### 通過する自治体
- 愛知県
  - 豊川市 - 新城市

### 交差・接続する道路
- 国道1号（桜町交差点、交差）
- 豊川市道御津豊川線（桜町交差点、直進：県道496号に接続）
- 豊川市道篠束野口線（蔵子6交差点）
- 豊川市道下長山線（新境橋西交差点）
- 愛知県道378号諏訪停車場線（豊川市代田町1丁目、南行きのみ）
- 愛知県道5号国府馬場線（姫街道）（諏訪橋西交差点）
- 豊川市道上宿樽井線（西門橋交差点）
- 愛知県道31号東三河環状線（旧道：穂ノ原3西交差点 - 市田町下中野交差点で重複）
- 愛知県道31号東三河環状線（新道：市田町下中野交差点）
- 豊川市道市田八幡線（池田交差点：県道31号及び東上白鳥線時代の旧道）
- 愛知県道334号千万町豊川線（千両街道）（千両町交差点）
- 豊川市道古宿樽井線（大木町山ノ奥交差点）
- 豊川市道篠田足山田線（足山田交差点）
- 愛知県道382号足山田大代線（豊川市足山田町柴崎、未完成道路）
- 豊川市道上長山一宮線（上長山西原交差点）
- 豊川市道福祉センター線（上長山東原交差点：本宮の湯方面）
- 豊川市道勝川楢ノ木線（勝川交差点：国道151号東上交差点方面）
- 国道151号現道及び新城バイパス（支線：川田山田平交差点）
- 国道301号（挙母街道）（新城市豊栄 - 新城市杉山字行時：竹生神社南西歩行者信号付近で重複）

この間約2.2㎞：新城市徳定を中心に1車線道路
- 愛知県道437号作手清岳新城線（新城市片山で食い違い交差、未完成道路）
- 愛知県道438号布里新城線（大宮市木交差点 - 牛倉字宮川で重複、未完成道路）
- 旧・国道257号（新城市出沢字銭亀：丁字路左折、花の木公園～寒狭橋方面・鳳来寺道）
- 国道257号・国道420号（新城市出沢字前畑：寒狭峡大橋南交差点、最終区間約250mは国道257号の旧道）

### 沿線
- 豊川市立桜町小学校
- 豊川市文化会館
- 豊川市立代田中学校
- 穂ノ原工業団地
- 東名高速道路赤塚パーキングエリア
- 赤塚山公園
- 豊川市立千両小学校
- 陸上自衛隊千両演習場
- 陸上自衛隊日吉原演習場
- 豊川大木工業団地
- キャッスルヒルカントリークラブ
- ふれあい交流館（本宮の湯）
- 本宮山
- 本宮パークカントリー倶楽部
- 牛の滝
- 新城川田工業団地
- 中部電力パワーグリッド新三河変電所
- 三河カントリークラブ（ゴルフ場の真下を豊栄トンネルで通過する）
- 豊栄トンネル（1998年3月竣工、箱形、延長317m）
- 豊川用水西部幹線水路（豊川市千両町 - 新城市富永の区間で概ね並行）
- 新東名高速道路 長篠設楽原PAぷらっとパーク
- 新東名高速道路交差部：大規模な盛土を貫く縦長の大断面アーチカルバートでトンネルの名称はない
- 新城総合公園
- 国道257号 寒狭峡大橋（1996年3月竣工、橋長188m）